# Сергей Кролевич
Сергей Николаевич Кролевич (род. 18 июня 1978, Киргизская ССР) — сценарист, режиссёр, художественный руководитель проектов.

## Биография
Родился 18 июля 1978 года в Киргизской ССР.
В настоящее время работает режиссёром в анимационной студии (РФ, г. Москва).
Женат, есть дочь. 

## Творчество

### Деятельность
- м/с «Волшебное путешествие» (Кыргызстан, 2008) — режиссер
- м/с «Бештентек» (Кыргызстан, 2009—2010) — сценарист
- м/с «Фиксики» (Россия, 2010—2012) — сценарист
- м/с «Профессор Почемушкин» (Россия, 2013) — сценарист, режиссёр
- х/ф «Салам, Нью-Йорк» (Кыргызстан, 2013) — автор сценария
- х/ф «Герой моей девушки» (Кыргызстан, 2014) — сценарист
- х/ф “Odnoklassniki.kg” (Кыргызстан, 2014) — сценарист
- м/с «Приключения Акылбека и Билимбека» (Кыргызстан, 2014—2015) — разработчик, художественный руководитель проекта
- д/ф «Дети неба» (МТРК «Мир», 2016) — автор сценария, озвучка, режиссура
- м/с «Домики» (Россия, 2018) — сценарист, режиссёр

### Награды
- 2014 — Национальная премия Ак Илбирс (Кыргызская Республика) в номинации "Лучший сценарий" (х/ф "Салам,Нью-Йорк")
- 2015 — 1-е место в Конкурсе Анимации 2015 (проект сайта ort.ru) в номинации "Мультипликация" (м/ф "Почитание отца")

#### Статьи и упоминания в прессе:
1. MegaCom презентовал первый в Кыргызстане мультфильм о телекоммуникациях
2. Режиссер: Фильм Odnoklassniki.kg собрал всех звезд на одной площадке
3. Ак Илбирс (Снежный барс) — национальная премия Кыргызской Республики (недоступная ссылка)
4. Дети неба (докум.фильм на канале "Мир" ко Вторым играм кочевников)
5. "Фиксики"-анимационный сериал. О проекте. Архивная копия от 18 декабря 2014 на Wayback Machine
6. Конкурс Анимации 2015
7. Проект "Бештентек"
8. Проект "Волшебное путешествие" (недоступная ссылка)
9. Backstage: В Бишкеке идут съемки нового фильма «Odnoklassniki.kg»

Социальные сети:
- https://www.instagram.com/s_krolevich/ (недоступная+ссылка)
- https://vk.com/id12535759